# Horst Beintker
Horst Johannes Eduard Beintker (* 7. Januar 1918 in Berlin; † 2012 in Herning, Dänemark) war ein deutscher evangelischer Theologe und Hochschullehrer. 

## Leben
Die Eltern von Horst Beintker waren Paul Beintker und dessen Ehefrau Gertrud, geborene Engelke. Er besuchte das Humboldt-Gymnasium in Berlin und machte sein Abitur an der Fontane-Aufbauschule in Neuruppin. 1937 war er beim Reichsarbeitsdienst im Lager Großkühnau tätig. Es folgte der Wehrdienst im Anhaltischen Infanterieregiment 33, mit dem er im Zweiten Weltkrieg kämpfte und schwer verwundet wurde. 1944 befand er sich in der Generalstabsausbildung und war zuletzt Hauptmann.
Nach kurzer Kriegsgefangenschaft am Ende des Krieges studierte er ab Herbst 1945 Theologie an der Universität Greifswald und an der Kirchlichen Hochschule Berlin. Von 1949/1950 bis zum Wintersemester 1951/1952 war er Inspektor des Theologischen Studienhauses Greifswald. Er arbeitete auch als Hebräisch-Lehrer. Seine Promotion erhielt er 1951 in Greifswald. Das Thema der Dissertation lautete Die Überwindung der Anfechtung bei Luther im Lichte der Operationes in Psalmos 1519–1521. Sein Doktorvater war Rudolf Hermann, dessen Gesammelte Werke er ab 1967 herausgab.
1955 habilitierte sich Horst Beintker in Greifswald. Ab 1954 war Beintker Lehrbeauftragter für Theologiegeschichte und wurde 1957 Dozent für Systematische Theologie in Greifswald. 1960 erhielt er nebenbei einen Lehrauftrag in Rostock. Von 1961 bis zu seiner Emeritierung 1983 war er Professor für Systematische Theologie in Jena. In den letzten Jahren vor dem Mauerfall erreichte er, dass er aus der DDR nach Dänemark ausreisen durfte, um seine zweite Frau Thérèse zu heiraten. Ab 1990 lebte er dauerhaft in Dänemark. In Flensburg nahm er bis 1995 noch Lehraufträge zu Hauptgestalten der Theologie an.
Aus seiner ersten Ehe hatte Beintker eine Tochter und vier Söhne, darunter den Theologieprofessor Michael Beintker.

## Schriften (Auswahl)
- Die Überwindung der Anfechtung bei Luther im Lichte der Operationes in Psalmos 1519–21, Dissertation Universität Greifswald 1951.
- Zu verkündigen des Herrn Werke. Martin Luthers Leben in seiner bleibenden Bedeutung, Berlin 1955.
- Die Christenheit und das Recht bei Adolf Schlatter. Unter besonderer Berücksichtigung des Kirchenrechts. Habilitationsschrift Berlin 1957.
- Neues Material über die Beziehungen Luthers zum mittelalterlichen Augustinismus. In: Zeitschrift für Kirchengeschichte 68 (1957) S. 144–148.
- Die evangelische Lehre von der heiligen Schrift und von der Tradition. Lüneburg 1961.
- als Hrsg.: Lennart Pinomaa: Sieg des Glaubens. Grundlinien der Theologie Luthers, Berlin 1964.
- Anfechtung. III. Reformations- und Neuzeit. In: Theologische Realenzyklopädie Teil 2, 1978, S. 695–704.
- Cremer, Hermann. In: Theologische Realenzyklopädie. 8 (1981), S. 230–236.
- Verbum Domini Manet in Aeternum. Eine Skizze zum Schriftverständnis der Reformation. In: Theologische Literaturzeitung 107 (1982), S. 161–176.
- Wort, Geist, Kirche. Ausgewählte Aufsätze zur Theologie Luthers, Berlin 1983.
- als Hrsg.: Glaubens-Zuversicht. Schriftauslegung Martin Luthers zum Bibelwort für jeden Tag. Aus Luthers Gesamtwerk in 372 Andachten zusammengestellt für die Gegenwart sprachlich bearbeitet mit zeitgenössischen Holzschnitten versehen, Berlin 1983.
- Luthers Gotteserfahrung und Gottesanschauung. In: Helmar Junghans (Hrsg.): Leben und Werk Martin Luthers von 1526 bis 1546. Festgabe zu seinem 500. Geburtstag. Band 1. Berlin 19852, DNB 860234541, S. 39–62 (seitenidentisch mit 1. Auflage).
- Leben mit dem Wort. Handbuch zur Schriftauslegung Martin Luthers, Erlangen 1985.
- Wirkungen der Kreuzesbotschaft bei Martin Luther und Thomas Müntzer. In: Wissenschaftliche Zeitschrift der Friedrich-Schiller-Universität Jena 38 (1989), S. 453–472.